# Ghanaischer Film
Die Ghanaische Filmindustrie produziert in Ghana für den lokalen Markt. Sie wird von Kennern als Ghallywood oder auch Gollywood  bezeichnet.

## Merkmale und Besonderheiten
Der ghanaische Film ist von Low-Budget-Produktionen geprägt, die Direct-to-Video gedreht werden und oft in etwa einer Woche von Vor-Ort-Aufnahmen abgedreht sind. Professionelle Filmemacher setzen Laienschauspieler meist nur als unbezahlte Statisten ein, ausgebildete Schauspieler (ein etwa viermonatiger kostenpflichtiger Kurs kann ausreichen) erhalten ebenso wie der Filmstab feste Gagen pro Film. Auch Spezialeffekte werden eingesetzt, wobei auch dafür meist nur ein niedriges Budget angesetzt wird; die Hersteller von Spezialeffekten sind häufig wegen ihrer Kenntnis in Bildbearbeitung und Schnitt auch für Filmplakate zuständig, die ein wichtiger Teil der Werbung sind. Ghanaische Spielfilme kommen meist ohne Filmstudios mit Innenräumen oder Kulissen aus.
Entstandene Filmproduktionen werden zunächst an Kinos verkauft, darunter auch die mobilen ghanaischen Filmtheater, wo sie nur wenige Wochen gezeigt werden, bevor mittels Groß- und Straßenhändlern der Verkauf an die breite Öffentlichkeit beginnt. In dem Land mit ca. 20 Millionen Einwohnern sind Filme, die sich mit mehr als 10.000 Kopien verkaufen, ein großer Erfolg.

## Sprache
Aufgrund der ethnischen und sprachlichen Vielfalt in Ghana ist die Sprache des ghanaischen Filmbusiness die ghanaische Amtssprache Englisch, gefolgt von der wichtigsten einheimischen Minderheitssprache Twi, welche aber bereits nur einen Bruchteil der Produktionen ausmacht. Twi-Filme sind eng mit der Großstadt Kumasi verknüpft, daher gibt es für sie auch die Bezeichnung Kumawood, was zugleich auch der Name des größten Twi-Filmstudios ist. Für weitere lokale Sprachen gibt es aufgrund des Nischenmarkts nur wenige Produktionen.

## Filminhalte und Zensur
Für die Filmproduzenten besteht seit jeher eine Kontrolle durch das Censorship Board, welches Kritik an Regierung, Kirche und Polizei zensiert. Sex- und übermäßige Gewaltdarstellungen sind untersagt; Darstellung von sozialen Problemen und unterschwellige politische Kritik werden meist zugelassen. Subversive Regisseure umgehen die Zensur, indem sie nachträglich Szenen wieder in den Film schneiden.
Komödien und christliche Dramen sind entsprechend gewinnbringende Filmsparten, westlicher Lebensstil wird glorifiziert. Ein häufiges Filmthema ist der Kampf zwischen Gut und Böse, oft personifiziert durch den Gegensatz von Christentum und heidnischem Teufelszeug: zu Letzterem zählen Opferkulte, Verzauberungen und Verführungen. Auch der Islam wird negativ dargestellt.

## Geschichte
Vor dem Beginn Gollywoods wurden in der britischen Goldküste bereits Filme der britischen Gold Coast Film Unit (diese war Teil der staatlichen Produktionsfirma Colonial Film Unit) gedreht, darunter auch Propaganda- und Bildungsfilme für die einheimische Bevölkerung. Freies Filmschaffen wurde auch nach Erlangung der nationalen Unabhängigkeit nicht zugelassen, allerdings förderte der erste autoritäre Präsident Kwame Nkrumah bis zu seinem Sturz 1966 den ghanaischen Film, gründete die Ghana Film Industry Corporation (GFIC) und ließ Filmemacher im Westen ausbilden. Etwa 150 Spiel- und Dokumentarfilme entstanden bis Ende der 1960er Jahre in Ghana, danach gab die Regierung kaum noch Geld für die Filmindustrie aus.
Eine private Filmindustrie formte sich darum erst zu Beginn der 1980er Jahre, als die Regierung unabhängiges Filmschaffen genehmigte: Kwah Ansah, der bereits unter Nkrumah tätig war, drehte mit Love Brewed in the African Pot 1980 den ersten privat produzierten Spielfilm Ghanas; weitere Regisseure folgten. Allerdings galten zwischen 1983 und 1987 ständige nächtliche Ausgangssperren, was das Geschäft der Kinos zugrunde richtete und Filmemacher alten Schlages vertrieb. Mit dem Aufkommen von erschwinglichen VHS-Kameras, Rekordern und Abspielgeräten begann zugleich Mitte der 1980er Jahre ein Boom für das Videogeschäft. Dadurch kam die landestypische Filmproduktion in Schwung, da nun Dreharbeiten nicht mehr aufwändig Zelluloidfilm verarbeiten mussten. Als einer der ersten Video-Stars des ghanaischen Kinos gilt William Akuffo, der als muskulöser Bösewicht in den Filmen der Diabolo-Reihe (I-IV) debütierte; weitere Stars sind Adwoa Smart, Jackie Appiah, Yvonne Nelson, John Dumelo und Nadia Buari.
Die GFIC, welche trotz ihres Niedergangs noch fast die Hälfte der Kinos im Land betrieb und auch mit den Videofilmern kooperiert hatte, wurde 1996 vom Staat an einen malaysischen Investor verkauft, was für die Filmindustrie Ghanas einen schweren Schlag bedeutete, und den Trend zum unabhängigen Filmschaffen weiter beförderte. Seit Ende der 1990er Jahre kommt es zu internationalen Filmkooperationen mit der noch größeren Nigerianischen Filmindustrie (Nollywood), wodurch mehrere ghanaische Schauspieler erst ihren großen Durchbruch bekamen, darunter Joseph van Vicker und Majid Michel.
Um 2003 wurden jedes Jahr etwa 60 professionelle Filme von durchschnittlich 90 Minuten Länge gedreht. Zu den größten Filmstudios zählte Miracle Films von Samuel Nyamekye und James Aboagye.